# Supercopa d'Espanya de futbol 2021
La Supercopa d'Espanya de futbol 2021 fou la 37a edició de la Supercopa d'Espanya de futbol, competició futbolística per clubs en el sistema espanyol de lliga, en la qual hi participen els clubs que han estat més reeixits la temporada anterior.
És la segona edició consecutiva que es juga amb el format de quatre equips, que inclouen el campió de Primera divisió espanyola de futbol 2019–20, el Reial Madrid, el segon de la lliga, el FC Barcelona, i els finalistes de la Copa del Rei 2019–20, l'Athletic Club i la Reial Societat. La competició s'havia de disputar inicialment a l'Aràbia Saudita com l'any anterior, però les restriccions imposades per la pandèmia de COVID-19 forçaren la disputa a Espanya. Les semifinals es disputaren a les ciutats andaluses de Còrdova i Màlaga, els dies 13 i 14 de gener de 2021. La final es va celebrar a l'Estadi de La Cartuja a Sevilla el 17 de gener de 2021. La competició la guanyà l'Athletic Club, que va vèncer el FC Barcelona a la final per 3 a 2.

## Classificació
El torneig inclou els dos finalistes de la Copa del Rei de futbol 2019–20 (que es va endarrerir a causa de la pandèmia i no es va disputar fins a les darreries de 2020) i els dos millors equips classificats en la Primera divisió espanyola de futbol 2019–20 no presents a la final.

### Equips
Els següents equips disputaren el torneig.
| Equip          | Mètode classificatori                                 | Núm. de participació | Darrera participació     | Anys participant | Anys participant | Anys participant |
| Equip          | Mètode classificatori                                 | Núm. de participació | Darrera participació     | Guanyador(s)     | Finalista        | Semifinalistes   |
| -------------- | ----------------------------------------------------- | -------------------- | ------------------------ | ---------------- | ---------------- | ---------------- |
| Reial Madrid   | Campió de Primera divisió espanyola de futbol 2019–20 | 17a                  | Campió de 2019–20        | 11               | 5                | –                |
| FC Barcelona   | Segon a Primera divisió espanyola de futbol 2019–20   | 25a                  | Semifinalista de 2019–20 | 13               | 10               | 1                |
| Athletic Club  | Finalista de la Copa del Rei de futbol 2019–20        | 6a                   | Campió de 2015           | 2                | 3                | –                |
| Reial Societat | Finalista de la Copa del Rei de futbol 2019–20        | 2a                   | Campió de 1982           | 1                | –                | –                |

## Sorteig
El sorteig va tenir lloc el 17 de desembre de 2020 a la Reial Federació Espanyola de Futbol, a la seva seu a La Ciudad del Fútbol. Es va organitzar amb la condició que Reial Madrid i Barcelona no es poguessin enfrontar a les semifinals.

## Partits
- Els horaris són UTC+1.

### Quadre
|  | Semifinals              | Semifinals    |                         |   | Final | Final |
|  |                         |               |                         |   |       |       |
|  | 13 gener 2021 – Còrdova |               |                         |   |       |       |
|  |                         |               |                         |   |       |       |
|  | Reial Societat          | 1 (2)         |                         |   |       |       |
|  | Reial Societat          | 1 (2)         | 17 gener 2021 - Sevilla |   |       |       |
|  | FC Barcelona (p.)       | 1 (3)         |                         |   |       |       |
|  | FC Barcelona (p.)       | 1 (3)         | FC Barcelona            | 2 |       |       |
|  | 14 gener 2021 – Màlaga  |               | FC Barcelona            | 2 |       |       |
|  |                         | Athletic Club | 3                       |   |       |       |
|  | Reial Madrid            | Athletic Club | 3                       | 1 |       |       |
|  | Reial Madrid            |               |                         | 1 |       |       |
|  | Athletic Club           | 2             |                         |   |       |       |
|  | Athletic Club           | 2             |                         |   |       |       |

### Semifinals
| Reial Societat                                         | 1–1 (pr.) | FC Barcelona                                  |
| ------------------------------------------------------ | --------- | --------------------------------------------- |
| Oyarzabal 51' (pen.)                                   | Informe   | De Jong 39'                                   |
| Tanda de penals                                        |           |                                               |
| Bautista · Oyarzabal · Willian José · Merino · Januzaj | 2–3       | De Jong · Dembélé · Pjanić · Griezmann · Puig |

| Reial Madrid | 1–2     | Athletic Club             |
| ------------ | ------- | ------------------------- |
| Benzema 73'  | Informe | R. García 18', 38' (pen.) |

### Final
| FC Barcelona                  | 2-3 | Athletic Club                                 |
| ----------------------------- | --- | --------------------------------------------- |
| Griezmann 40' · Griezmann 77' |     | de Marcos 42' · Villalibre 90' · Williams 93' |

| Campió Supercopa d'Espanya 2021 |
| ------------------------------- |
| Athletic Club 3r títol          |